# Mallacoota magnimerus
Mallacoota magnimerus is een vlokreeftensoort uit de familie van de Maeridae. De wetenschappelijke naam van de soort is voor het eerst geldig gepubliceerd in 2006 door Appadoo & Myers.